# 최종완
최종완(崔鍾浣, 1927년 4월 8일 ~ 2001년 4월 20일)은 대한민국의 대학 교수, 관료, 기업인이다.

## 생애
1927년 강원도 강릉시에서 태어났으며, 본관은 강릉이다. 경기고등학교와 서울대학교 토목공학과를 졸업한 후 육군사관학교 교수부에서 근무하였으며, 이후 미국에 유학을 갔다가 귀국한 후 서울대학교 공과대학의 조교수로 임용되었다. 미국 유학 시절에는 미네소타 대학교에서 구조역학으로 박사 학위를 취득하였다. 장충체육관의 설계에도 관여하였다.
1961년 서울대학교 교수에서 사임한 후 서울특별시의 초대 수도국장, 건설부 국립건설연구소장, 서울특별시 제2부시장, 강원도지사, 초대 공업진흥청장 등 다양한 관직에 임용되었으며, 1978년 제3대 과학기술처 장관, 1979년 건설부 장관이 되었다. 1980년 공직 은퇴 후에는 기업인이 되어 효성중공업의 사장 및 회장 등을 지냈다.